# Anton Lampa

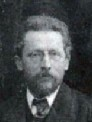
Anton Lampa

Anton Lampa (* 17. Jänner 1868 in Pest; † 28. Jänner 1938 in Wien) war ein österreichischer Physiker.

## Leben
Anton Lampa studierte Mathematik und Physik an der Universität Wien. Im Jahr 1892 promovierte er mit der Dissertation Über die Absorption des Lichts in trüben Medien, die er unter Anleitung von Franz Serafin Exner im Physikalischen Cabinet (Vorstand: Viktor von Lang) durchführte. 1897 folgte seine Habilitation, 1909 die Berufung auf den vakanten Lehrstuhl für Experimentalphysik und Vorstand des Physikalischen Instituts der Deutschen Universität in Prag als Nachfolger von Ernst Lecher. 1904 wurde er zum Mitglied der Leopoldina gewählt. Hier setzte er sich für eine Anstellung Albert Einsteins ein. Nach dem Ersten Weltkrieg weigerte sich Lampa in Prag zu bleiben und kehrte 1918 nach Wien ohne entsprechende Position als Privatdozent zurück. Er wurde erster Referent in der Abteilung für Volksbildung im Unterrichtsministerium und wirkte ab 1921 als Universitätsprofessor an der Universität Wien. 1921 Ernennung zum außerordentlichen Professor. 1934 trat er in den Ruhestand. Er wurde am Hütteldorfer Friedhof in einem ehrenhalber gewidmeten Grab bestattet.

## Bedeutung
Der Physiker Anton Lampa war einer der ersten, der die große Bedeutung der Relativitätstheorie des jungen Albert Einstein erkannte. Lampas Mitwirkung war es zu verdanken, dass Albert Einstein 1911 auf ein Ordinariat an die Deutsche Universität in Prag berufen wurde. 
Er stand stark unter dem Einfluss von Ernst Mach, zu dessen Philosophie er eine bekannte Einführung im Rahmen seiner Biographie über Mach verfasste.
Lampa konstruierte einen Apparat zur Erzeugung und Messung extrem kurzer elektromagnetischer Wellen und beschäftigte sich v. a. mit dem Beugungsverhalten elektrischer Wellen. Internationale Beachtung fanden seine Arbeiten über den Brechungskoeffizienten einiger Substanzen für sehr kurze elektrische Wellen.
In jüngerer Zeit (2024) wurde eine Arbeit Lampas von 1924 über die optische Wahrnehmung relativistisch schnell bewegter Stäbe wieder bekannt.
Neben seiner wissenschaftlichen Arbeit widmete sich Anton Lampa im Besonderen der Erwachsenenbildung. So brachte er sich bis 1929 kritisch in die jährlichen Gesprächsrunden des Hohenrodter Bundes ein und war von 1927 bis 1936 Präsident der Wiener Urania.
Seit 1973 erinnert der Lampaweg in der Donaustadt an den Physiker und Volksbildner.
Er gehörte 1901 zu den Mitbegründern des Wiener Volksheims, dem Vorläufer der Wiener Volkshochschulen.

## Schriften
- Naturkräfte und Naturgesetze. Gemeinverständliche Vorträge, 1895;
- Ernst Mach, 1918;
- Das naturwissenschaftliche Märchen. Eine Betrachtung, 1919;
- Wie erscheint nach der Relativitätstheorie ein bewegter Stab einem ruhenden Beobachter? 1924[5]
- Die Kant-Laplacesche Theorie, 1925;
- Die Physik in der Kultur, 1925.